# Журавлёв, Борис Иванович
Борис Иванович Журавлёв (25 июля 1946, Москва — 23 февраля 2019, Россия) — советский футболист, полузащитник и нападающий, впоследствии — тренер. Мастер спорта СССР (1982).

## Биография
Борис Иванович Журавлёв родился 25 июля 1946 года в Москве.
Воспитанник московского «Динамо».

### Клубная карьера
В высшей лиге чемпионата СССР провёл 47 матчей в составе луганской «Зари» и московского «Локомотива».

### Тренерская карьера
В 1983—1985 годах был тренером и начальником московского «Локомотива».
В 1986 — тренер команды из ЙАР «Аль-Ахли» (Сана).
В 1988—1990 годах тренировал команду «Зауралье» (Курган).
В 1991, 2000 и 2002—2003 годах работал с владивостокским клубом «Луч» (с перерывами).
В 1992 и 1997 годах был тренером и начальником команды «Волга» (Тверь) в 1-й и 2-й лигах.
В 1995 году работал в тренерском штабе клуба 1-й российской лиги «Шинник» (Ярославль), а год спустя — ФК «Рубин» (Казань), выступавшего тогда во 2-й лиге.
В 1998 году был наставником ФК «Самотлор-XXI» (Нижневартовск) — клуба восточной зоны 2-го дивизиона.
В 1999 году — тренер ФК «Спартак» (Щелково) — 2-го призёра турнира зоны «Запад» 2-го дивизиона.
В 2001 был главным тренером сборной Лаоса.
В 2002 году тренировал ФК «Тобол» (Костанай) — клуб высшей лиги Казахстана.
В 2003—2004 годах — ФК «Акжайык» (высшая лига Казахстана).
В 2004—2005 годах — главный тренер клуба «Спартак-МЖК» (Рязань).
С 4 августа 2005 года — главный тренер команды «Тобол» (Курган). В 2005 году вернулся в Рязань, в «Спартак-МЖК».
В начале 2010 работал тренер-консультанатом клуба из Молдавии «Олимпия» (Бельцы).
С февраля 2008 года по конец года — главный тренер ФК «Псков-747».
В мае 2010 года стало известно о назначении Журавлёва де-юре главным тренером «Динамо» Санкт-Петербург. Де-факто он становился советником и консультантом главного тренера Григория Михалюка, который не имел лицензии, позволяющей работать в первом дивизионе. 12 декабря 2010 года в Москве окончил 240-часовое обучение на тренерских курсах и получил лицензию Pro. Был главным тренером «Динамо» Санкт-Петербург до 23 декабря 2013 года.
Скончался[где?] 23 февраля 2019 года.